# Para Sempre (álbum de Cassiane)
Para Sempre é o décimo primeiro álbum de estúdio da cantora brasileira Cassiane, lançado em 1998 pela MK Music com produção musical de Jairinho Manhães. 
O disco foi marcado pelo nascimento de sua filha Jayane, que durante todo período de gravidez esteve gravando, inclusive dentro do encarte tem a foto da cantora com sua filha recém-nascida.
Para Sempre foi um sucesso comercial e de crítica: Vendeu mais de 200 mil cópias no Brasil, recebendo um disco de platina da Pro-Música Brasil. Em 2018, foi considerado o 89º melhor álbum da década de 1990, de acordo com lista publicada pelo Super Gospel.

## Lançamento e recepção
| Críticas profissionais | Críticas profissionais |
| Avaliações da crítica  | Avaliações da crítica  |
| Fonte                  | Avaliação              |
| ---------------------- | ---------------------- |
| O Propagador           | [ 3 ]                  |

Para Sempre foi lançado pela gravadora brasileira MK Music em 1998 e é considerado um dos álbuns mais importantes da Carreira de Cassiane. O guia discográfico do O Propagador afirma que o álbum "faz Cassiane uma cantora mais forte, especialmente pelo hit “Vou Seguir”". Em uma lista publicada em 2019, o portal Super Gospel classificou Para Sempre como o 89ª melhor álbum da década de 1990.

## Faixas
| N.º | Título               | Compositor(es)            | Duração |  |
| 1.  | "Vou Seguir"         | Josias Barbosa            | 4:43    |  |
| 2.  | "Sua Benção Chegou"  | Ademilson da Silva        | 2:40    |  |
| 3.  | "Onde Jesus Mora"    | Josias Pereira            | 4:23    |  |
| 4.  | "Festa da Igrejinha" | Josias Barbosa e Cassiane | 4:22    |  |
| 5.  | "Não Deixe Não"      | Isael dos Santos          | 4:24    |  |
| 6.  | "Quem Conhece Deus"  | Léa Mendonça              | 4:08    |  |
| 7.  | "Tem Anjo Aqui"      | Umberto Elias e Cassiane  | 3:10    |  |
| 8.  | "Para Sempre"        | Isael dos Santos          | 3:43    |  |
| 9.  | "Quando Será"        | Oziel Silva               | 4:23    |  |
| 10. | "Não é Tarde Demais" | Josué Teodoro             | 3:44    |  |
| 11. | "Lugar de Glória"    | Isael dos Santos          | 5:06    |  |
| 12. | "Alerta"             | Umberto Elias e Cassiane  | 4:16    |  |

## Ficha Técnica
- Gravado em janeiro de 98
- Reuel Studios - Instrumental
- MK Studios - Voz, vocal e mixagem
- Técnico de gravação: Edinho
- Mixagem: Edinho e Jairinho Manhães
- Produção, arranjos e regência: Jairinho Manhães
- Teclados: Tutuca Borba, Jorge Aguiar e Jairinho Manhães
- Bateria: Eduardo Helbourn e Camillo Mariano
- Baixo: Ferrinho e Fernando Gaby
- Guitarras e violões: Mindinho
- Percussão: Zé Leal
- Acordeon: Agostinho Silva
- Trompete e flugel: Dumdum
- Trompete: Enéas Gomes
- Trombone: Bira
- Sax ternor e barítono: Wilson Marimba
- Flauta transvers, sax alto e sax soprano: Jairinho Manhães
- Trompas: Eliézer Conrado
- Violinos: Orquestra da Câmara de Tatuí
- Back vocal: Cassiane, Eyshila, Liz Lanne, Jozyanne, Kátia Santana, Betânia Lima, Marquinhos Menezes e Isael dos Santos
- Fotos: Dario Zalis
- Criação de capa e arte final: MK Music

## Clipes
- "Vou Seguir"
- "Para Sempre"
- "Não é Tarde Demais"